# 고세키 야스히로
고세키 야스히로(小関也朱篤, 1992년 3월 14일 ~ )는 평영을 주종목으로 하는 일본의 수영 선수이다. 2014년 인천 아시안 게임 남자 평영 100m 결승 경기에서 은메달을 획득했다.